# Cheia, Prahova
Cheia (în trecut, Teleajenul) este un sat în comuna Măneciu din județul Prahova, Muntenia, România.
Geografic, se află pe Valea Teleajenului, într-o mică depresiune străjuită de Culmea Bratocea cu Vârful Ciucaș la nord, Culmea Zăganu cu Vârful Gropșoarele la est și Muntele Babeș-Bobu la vest, în Masivul Ciucaș din Carpații Orientali. 
În apropierea satului se află Mănăstirea Cheia.
La sfârșitul secolului al XIX-lea, era o mică așezare cu numele de Teleajenul, având 82 de locuitori, aflată în apropierea vămii Bratocea dintre România și Austro-Ungaria. Aparținea comunei Măneciu-Ungureni din plaiul Teleajenul, județul Prahova. Ulterior, satul și-a luat numele de Cheia, de la mănăstirea din apropiere.